# راندي بيري
راندي ويليام بيري (بالإنجليزية: Randy William Berry) (مواليد 1965) دبلوماسي أمريكي. شغل منصب أول مبعوث الولايات المتحدة الخاص لحقوق الإنسان للأشخاص المثليين في وزارة الخارجية الأمريكية، وكذلك نائب مساعد وزير في مكتب الديمقراطية وحقوق الإنسان والعمل. تم ترشيحه ليكون سفير الولايات المتحدة لدى نيبال من قبل الرئيس الأمريكي دونالد ترامب في مايو 2018 وأكده مجلس الشيوخ الأمريكي في 6 سبتمبر 2018. قدم بيري أوراق اعتماده إلى الرئيسة النيبالية بيديا ديفي بهانداري في 25 أكتوبر 2018. يعتبر بيري واحدا من خمسة سفراء مثليين معينين في ظل إدارة ترامب. رشح الرئيس الأمريكي جو بايدن في يونيو 2022 بيري للعمل كسفير للولايات المتحدة لدى ناميبيا. بيري مثلي الجنس علنا، وهو متزوج من زوجه برافيش سينغ ولديهما معًا ابن وابنة. وتقيم العائلة في واشنطن العاصمة.

## النشأة والتعليم
ولد راندي دبليو بيري في عام 1965 ونشأ في مزرعة ماشية عائلته في مقاطعة كستر، كولورادو.
تخرج بيري من كلية بيثاني في ليندسبورغ، كانساس وحصل على منحة روتاري للدراسة في جامعة أديلايد في أستراليا. يتكلم بيري اللغة الإسبانية واللغة العربية إلى جانب اللغة الإنجليزية.

## المسار المهني
عمل بيري في شركة خطوط غرب أمريكا الجوية في فينيكس، أريزونا حيث عمل كمدير تدريب دولي. انضم إلى السلك الدبلوماسي للولايات المتحدة في عام 1993 وعمل دبلوماسيًا في نيبال وبنغلاديش ومصر وجنوب أفريقيا وأوغندا. كان نائب رئيس بعثة سفارة الولايات المتحدة في كاتماندو، نيبال من 2007 إلى 2009. ثم شغل منصب القنصل العام للولايات المتحدة في أوكلاند، نيوزيلندا من 2009 إلى 2012. وكان القنصل العام في أمستردام من عام 2012 إلى عام 2015.
شغل بيري منصب أول مبعوث الولايات المتحدة الخاص لحقوق الإنسان للأشخاص المثليين في وزارة الخارجية الأمريكية بين 13 أبريل 2015 ونوفمبر 2017. تم إنشاء هذا المنصب بعد أن دعا إليه عضو الكونغرس الديمقراطي آلان لوينثال من كاليفورنيا والسناتور الديمقراطي إد ماركي؛ وأعلن عنه وزير الخارجية الأمريكي جون كيري في فبراير 2015. وتم تعيين بيري في هذا المنصب بعد شهرين. اقترح بعض المحللين أن بيري كان ينبغي تعيينه في رتبة سفير أعلى. حدد بيري في بداية ولايته هدفه العام بأنه «في جوهره، تعزيز الشراكات مع البلدان التي تتفق في التفكير بشأن هذه القضية ومحاولة إحراز تقدم في البلدان التي يبدو أنها تقف على الحياد بشأن حقوق المثليين والقيام بما ممكن في البلدان التي يوجد فيها عداء علني».
سافر بيري في عامه الأول كمبعوث خاص إلى 42 دولة في محاولة لضمان حصول الأشخاص المثليين في كل مكان على حقوق متساوية بموجب القانون. كما حدد مكافحة العنف والتمييز ضد المثليين كأولوية رئيسية في فترة ولايته. بدأ فترة ولايته كمبعوث خاص بالتركيز على دعم حقوق مجتمع الميم في أمريكا الجنوبية. كما جادل بأن موارد الشرطة في المجتمعات القمعية المعادية للمثليين مثل أوغندا، المشهورة بقانون «اقتل المثليين»، يجب إعادة توجيهها نحو مكافحة الإرهاب، وليس مضايقة مواطنيهم من مجتمع المثليين.
حظي اجتماع بيري عام 2015 مع مسؤولي الفاتيكان من مكتب وزير خارجية الكرسي الرسولي باهتمام إعلامي كبير نظرًا لأن الكنيسة الكاثوليكية تتخذ موقفًا مفاده أن السلوك الجنسي للمثليين والمثليات يعد خطيئة وتحد الزواج بين رجل وامرأة. تناول بيري أسئلة حول مشاركته في الفاتيكان من خلال توضيح أنه «لم نكن هناك للحديث عن قضايا الاتحادات المدنية أو زواج المثليين على سبيل المثال، لأن هذا ليس جزءًا من سياستنا». وقال بيري إنه يأمل في أن يسلط لقاءه مع مسؤولي الكنيسة الضوء على «قضايا العنف والتمييز الشديد التي تهمنا جميعًا».
أطلع بيري المراسلين في المؤتمر الصحفي اليومي لوزارة الخارجية في ختام سنته الأولى في منصبه في 20 أبريل 2016 على تحديد أولوياته للعام الثاني من ولايته. وقال خلال هذا المؤتمر الصحفي إن إحدى أولوياته الرئيسية للعام المقبل ستكون مكافحة العنف ضد مجتمع المثليين في جميع أنحاء العالم وأن وزارة الخارجية «ستعمل» مع الفروع الأخرى للحكومة الأمريكية، بما في ذلك وزارة العدل ومكتب التحقيقات الفيدرالي وكذلك «الوكالات الأخرى للاستفادة من الفرص للحد من العنف ومنعه وتبادل أفضل الممارسات والتحديات وتوفير الموارد التقنية حيثما أمكننا ذلك».
عينت إدارة أوباما في 20 يناير 2017 بيري نائب مساعد الوزير في مكتب الديمقراطية وحقوق الإنسان والعمل. وأعلنت وزارة الخارجية في 13 فبراير أن بيري سيستمر في هذا المنصب وكذلك منصب المبعوث الخاص للأشخاص المثليين في إدارة ترامب. وصف توني بيركنز رئيس مجلس أبحاث الأسرة التعيين بأنه «تطور مخيب للآمال» وقال إن «إبقاء بيري يشير فقط للعالم إلى أن الأجندة المتطرفة لسنوات أوباما لا تزال مترسخة بعمق في وزارة الخارجية». وكان مجلس أبحاث الأسرة المحافظ قد جعل إزالة مثل هؤلاء «النشطاء» أولوية ودعا في ديسمبر وزارة الخارجية إلى تخليص نفسها من الموظفين الذين يروجون لأجندة معادية للأسرة ومناهضة للحياة. ورد متحدث باسم الفريق الانتقالي لترامب على وسائل الإعلام قائلاً إن أي اقتراح «بأن التمييز من أي نوع سيتم التغاضي عنه أو التسامح معه في إدارة ترامب هو ببساطة أمر سخيف.»
تخلى بيري عن دور المبعوث الخاص في نوفمبر 2017. وبقي المنصب شاغر ولم يتم تعيين خليفة له في فترة رئاسة دونالد ترامب حتى عين الرئيس جو بايدن جيسيكا ستيرن في يونيو 2021.

### سفير نيبال
تم ترشيح بيري ليكون سفير الولايات المتحدة لدى نيبال من قبل الرئيس الأمريكي دونالد ترامب في مايو 2018 وأكده مجلس الشيوخ الأمريكي في 6 سبتمبر 2018. قدم بيري أوراق اعتماده إلى الرئيسة النيبالية بيديا ديفي بهانداري في 25 أكتوبر 2018. بيري هو واحد من خمسة سفراء مثليين معينين في ظل إدارة ترامب.

### سفير ناميبيا
رشح الرئيس جو بايدن بيري ليكون سفيرًا في ناميبيا في 22 يونيو 2022. عُقدت جلسات الاستماع بشأن ترشيحه أمام لجنة مجلس الشيوخ الأمريكي للعلاقات الخارجية في 28 يوليو 2022. ولا يزال ترشيحه في الانتظار حاليًا أمام اللجنة.

## الحياة الشخصية
بيري مثلي الجنس علنا، وهو متزوج من زوجه برافيش سينغ ولديهما معًا ابن وابنة. وتقيم العائلة في واشنطن العاصمة.